# Drosophila huancavilcae
Drosophila huancavilcae är en tvåvingeart som beskrevs av José Albertino Rafael och Arcos 1989. Drosophila huancavilcae ingår i släktet Drosophila och familjen daggflugor.
Artens utbredningsområde är Ecuador.